# شبرق أبيض
الشبرق الأبيض (باللاتينية: Ononis alba) نوع نباتي ينتمي إلى جنس الشبرق من الفصيلة البقولية.

## الموئل والانتشار
موطنه المغرب العربي وإيطاليا.